# Patentscope
Le service de recherche Patentscope est une base de données lancée en juillet 2005, gratuitement accessible et développée par l’Organisation Mondiale de la Propriété Intellectuelle  qui permet d’accéder à 66 millions de documents de brevets ainsi qu’aux 3,2 millions de demandes internationales PCT (Traité de coopération sur les brevets) publiées depuis 1978. La base  contient les textes et les images de demandes internationales déposées selon le PCT ainsi que des demandes révisées et modifiées et est mise à jour chaque semaine le jeudi. 
L'interface est disponible dans 10 langues: français, allemand, russe, anglais, espagnol, portugais, arabe, chinois , japonais et coréen et sur plateforme mobile.
Les recherches peuvent être y effectuées par mots clés dans différentes langues, par noms des inventeurs, par noms de déposants, par catégories de la classification internationale des brevets et au moyen de nombreux autres critères de recherche comme les revendications, le titre, le numéro de brevet.
Une combinaison de champs prédéfinis permet de chercher  différents concepts, tels que:
• une date et une société
• un inventeur et une société
etc
Depuis octobre 2016, la plateforme offre la possibilité de faire des recherches par structure chimique dans les documents de brevet publiés en anglais et en allemand.